# Arrowsmithia
Arrowsmithia là một chi thực vật có hoa trong họ Cúc (Asteraceae).

## Loài
Chi Arrowsmithia gồm các loài: